# Great Ayton
Pour les articles homonymes, voir Ayton.
Great Ayton est un village et une paroisse civile du district du Yorkshire du Nord, en Angleterre. La rivière Leven (en) (un affluent de la Tees) traverse le village, qui est situé juste au nord du parc national des North York Moors.

## Étymologie
Le nom Great Ayton dérive du vieil anglais Ea-tun, qui signifie « ferme de la rivière ». L'ajout ultérieur du mot « great » différencie le village du village voisin de Little Ayton,.

## Géographie

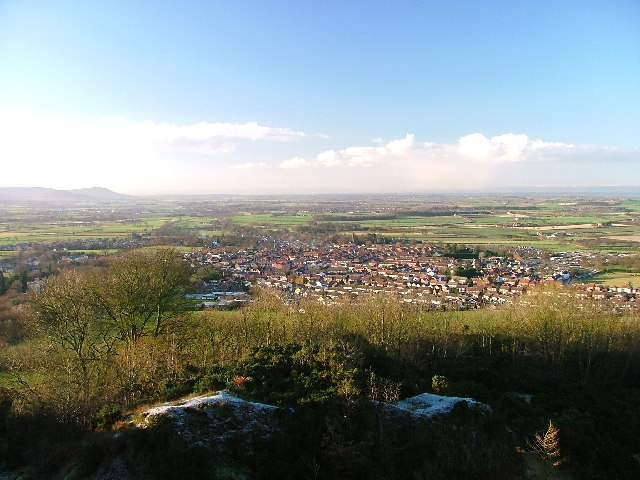
Great Ayton vu depuis Cliff Ridge.

Great Ayton se trouve au pied des collines de Cleveland, au pied d'Easby Moor (en) et du Roseberry Topping (en) à la forme caractéristique. La rivière Leven traverse le village et relie ses deux centres, High Green et Low Green. Le Cleveland Dyke, une étroite bande de roches dures qui s'étend sur environ 50 km entre Robin Hood's Bay et Eaglescliffe, se trouve au nord.
Le village est situé à 11,3 km au sud-est du centre de Middlesbrough, à 4,8 km au nord-est de Stokesley, et à 8 km de Guisborough.
Au recensement de 2011, Great Ayton a une population of 4 629 habitants.

## Histoire
Aux XVIIIe et XIXe siècles se trouvaient à Great Ayton des industries de tissage, de tannage, de brasserie et de fabrication de tuiles. Par la suite, de la pierre destinée au revêtement des routes a également été extraite du Cleveland Dyke, ainsi que du minerai de fer, du jais et de l'alun des Cleveland Hills,.

## Transports
Le village est desservi par la gare de Great Ayton (en), sur la ligne de la vallée de l'Esk (en).

## Patrimoine
Les caractéristiques du village ci-dessous sont toutes liées à James Cook, qui a grandi Great Ayton.
- Un obélisque en granit marque aujourd'hui le site original de la maison de la famille Cook à Great Ayton. L'obélisque est construit en granit provenant de Point Hicks (en), la première terre aperçue par Cook en Australie.
- Le Captain Cook Schoolroom Museum se trouve dans une ancienne charity school, fondée en 1704 par le propriétaire terrien Michael Postgate. James Cook y a reçu sa première éducation, de 1736 à 1740.
- Dévoilée le 12 mai 1997 sur High Green, une statue représente James Cook à l'âge de 16 ans regardant vers Staithes, village de bord de mer où, selon la tradition, Cook a ressenti pour la première fois l'attrait de la mer. Cette statue a été commandée par le Conseil du district de Hambleton et est l'œuvre du sculpteur Nicholas Dimbleby.

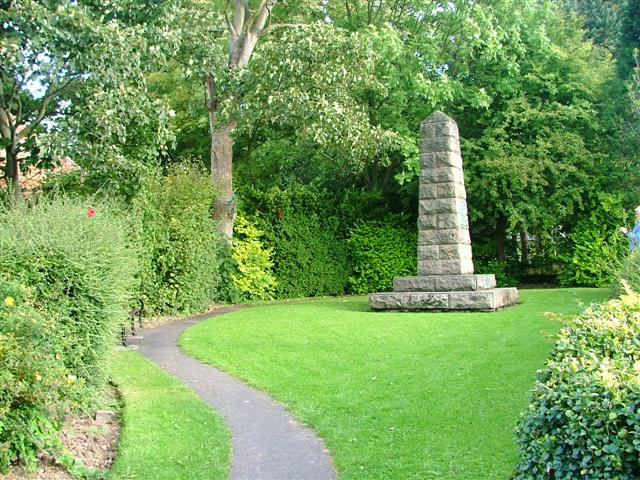
Obélisque de la maison de famille de Cook.
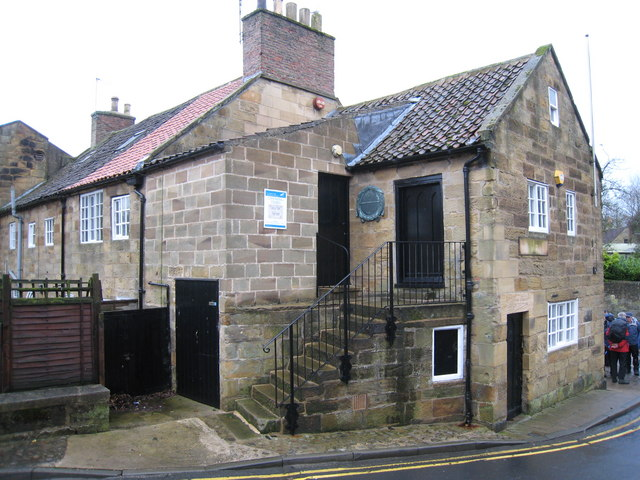
entrée du Captain Cook Schoolroom Museum.
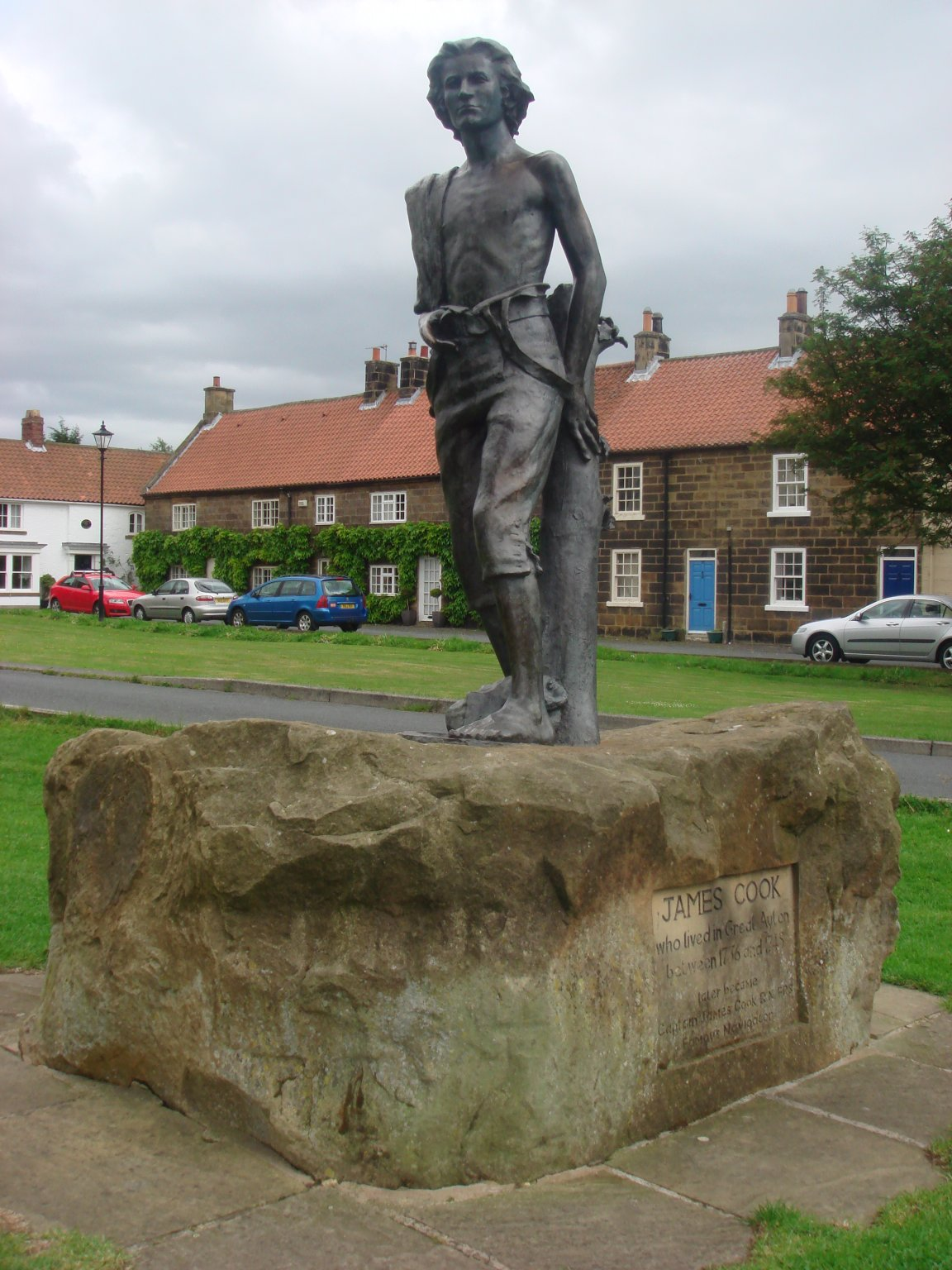
Statue du jeune James Cook.

## Religion
L'église paroissiale de Christ Church a été construite en 1876 et est un bâtiment classé de Grade II. Pendant les mois d'été, l'office du soir a lieu à All Saints' Church, l'ancienne église paroissiale, qui date du XIIe siècle. L'église possède un orgue construit par James Jepson Binns (en). Le village compte également une église méthodiste, une église catholique et une Société religieuse des amis.

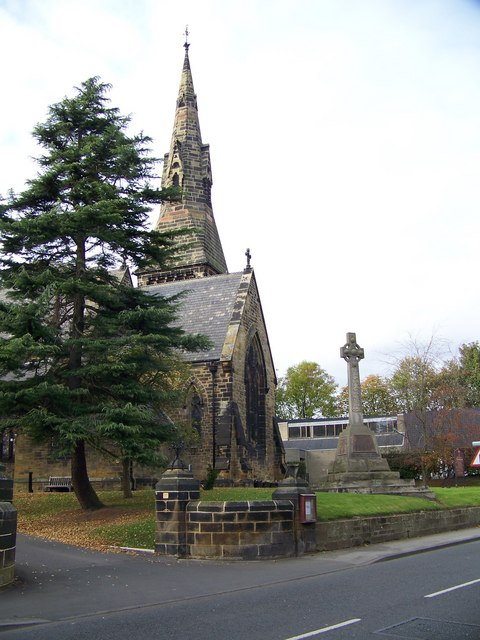
Christ Church
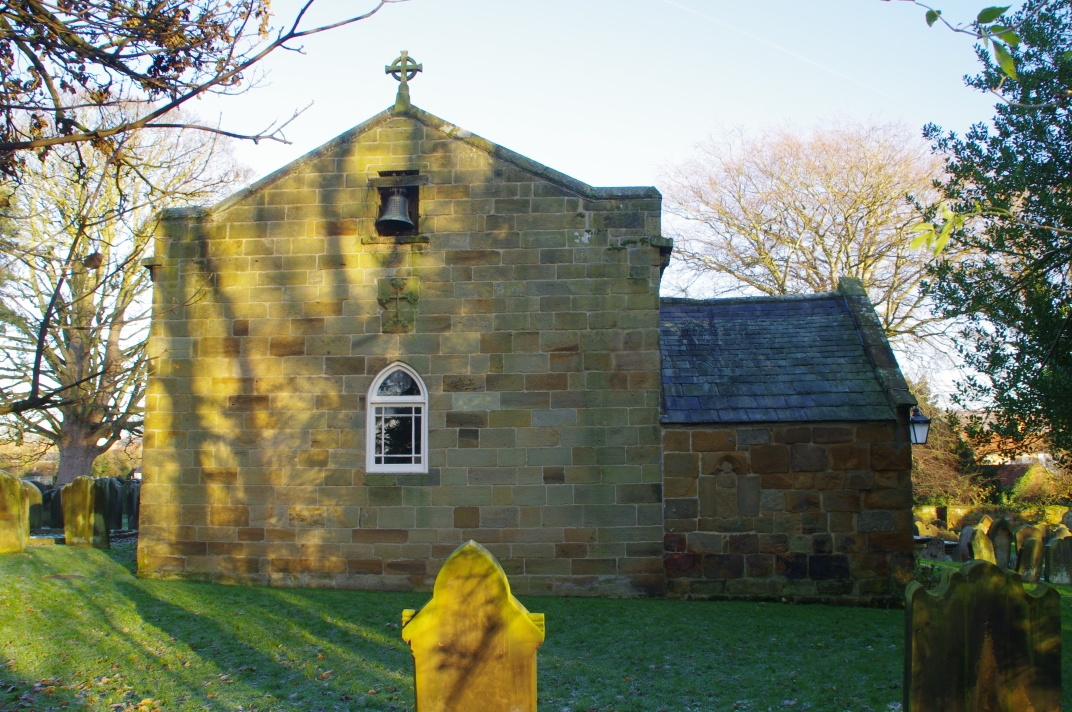
Church of All Saints

## Personnalités
Le village est le lieu où a grandi le Capitaine James Cook, le navigateur, explorateur et cartographe britannique. Il est né dans la ville voisine de Marton. Sa famille s'est installée dans le village lorsqu'il avait huit ans et y est restée huit ans. La maison de la famille Cook sur Bridge Street a été construite par le père de James en 1755. Elle a été démantelée en 1934 pour être expédié en Australie ; chaque pierre a été numérotée afin que la maison puisse être reconstruite à l'identique dans sa nouvelle demeure des jardins de Fitzroy (en) à Melbourne. La mère et les frères et sœurs de James Cook sont enterrés dans le cimetière de l'église All Saints' Church.
Les frères cyclistes Harry Tanfield (né en 1994) et Charlie Tanfield (né en 1996) sont nés dans le village, tous les deux  le 17 novembre.